# Julius Busa
Julius Busa, avstro-ogrski podčastnik, vojaški pilot in letalski as, * 18. februar 1891, Budimpešta, † 13. maj 1916, Plava (KIA).
Feldwebel Busa je v svoji vojaški službi dosegel 5 zračnih zmag.

## Življenjepis
Med prvo svetovno vojno je bil pripadnik Flik 14.

## Odlikovanja
- medalja za hrabrost (1x zlata, 3x srebrna)